# Escudo de Belfast
El escudo de la ciudad de Belfast fue concedido oficialmente el 30 de junio de 1890, aunque sus armas se venían usando en el sello de la ciudad desde 1643.
Blasonamiento:

En un campo partido. En el primero, de plata, una pila de veros y en el cantón diestro, de gules, una campana de plata; en el segundo, de azur, un barco de vela en sus colores, embanderado y con pabellón de plata cargado de un sotuer de gules, el barco sostenido por un mar ondado. Por soportes terrasados de oro, en la diestra un lobo rampante en sus colores, colletado de una corona abierta de oro enriquecida de pedrería y compuesta de cuatro florones, visible tres, y encadenado de lo mismo; en la siniestra un caballo de mar, en sus colores y colletado de una corona mural de lo mismo. Al timbre un burelete de plata y azur y por cimera un caballo de mar, en sus colores y colletado de una corona mural en su color. Por divisa "Pro tanto quid retribuamus" de sable, en una lista de gules.

## Descripción
El escudo de Belfast consiste en un campo partido, dividido horizontalmente en dos mitades conocidas como cuarteles. En el primer cuartel de plata (blanco), el superior, aparece colocada una pila heráldica (una pieza con forma de triángulo invertido), de veros (un forro heráldico azul y blanco). En el cantón diestro, (esquina superior derecha) se muestra una campana de plata sobre un fondo diferenciado de gules (rojo). En el segundo cuartel, de azur (azul), aparece representado un barco de vela con una bandera y pabellón con los colores de la Enseña de San Patricio, un paño de plata con una Cruz de San Andrés o sotuer de gules.
Los soportes, término que designa las figuras que flanquean el escudo propiamente dicho si son animales ya sean reales o imaginarios, son las figuras de un lobo rampante (erguido), colletado (portando una corona abierta en su cuello a modo de collar) y encadenado de oro, en la diestra (izquierda del espectador), y un hipocampo (un ser mitológico) también rampante y colletado con una corona mural, en la siniestra.
El timbre consta de un burelete de plata y azur y la cimera de la ciudad, en la que se vuelve a reproducir el soporte izquierdo. El burelete es un adorno consistente en un pedazo tela retorcida que se colocaba alrededor de la parte superior del casco de los caballeros. La cimera es el adorno que se situaba sobre el yelmo y que ha perdurado en la parte superior de algunos escudos de armas.
Escrito en una cinta de gules, con frecuencia representada de plata, situada en la parte inferior, también se muestra el lema de la ciudad "Pro tanto quid retribuamus", con letras de sable (negro), que en latín significa "Lo que debemos dar a cambio de mucho". Se trata de una cita del Libro de los Salmos (Salmos 116, verso 12 en la Biblia Vulgata).
Los veros representados en pila heráldica y el lobo encadenado se tomaron de la heráldica de Sir Arthur Chichester, cuya actuación como Lord Diputado de Irlanda fue clave para expansión de la capital de Irlanda del Norte. El cantón con la campana representa la primera sílaba del nombre de la ciudad, bell en inglés. El barco de vela y el hipocampo reflejan la importancia que ha tenido el sector marítimo en la historia de Belfast.
Los elementos que componen las armas de Belfast también aparecen estampados en su bandera.

## Galería

Versión "pequeña" del escudo
Versión del escudo utilizada en el logotipo del Ayuntamiento.
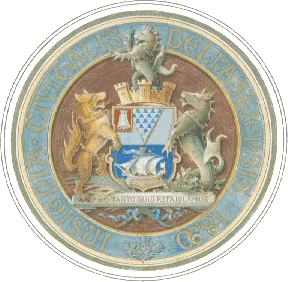
Sello de la ciudad de Belfast
Bandera de la ciudad de Belfast